# Copiphana albina
Copiphana albina là một loài bướm đêm trong họ Noctuidae.